# Jim Jinkins
Jim Jinkins (Richmond, Virginia, 8 de agosto de 1953) es un animador estadounidense y creador de la serie animada de televisión Doug, de la que llegó más tarde a realizarse una película.

## Biografía
Jim Jinkins nació y creció en Richmond, Virginia el 8 de agosto de 1953. Después de graduarse en la Universidad de Lipscomb en el año 1975, asistió a la Universidad Estatal de Ohio para estudiar animación y filmación. Uno de sus primeros trabajos en la animación fue para la cadena PBS, el Programa de Taller de Televisión de los Niños, "Una Televisión Cuadrada". 
Jim había desarrollado a Doug a través de garabatos en el comienzo de su carrera. Luego vendió un piloto de Doug al canal de televisión Nickelodeon. El piloto fue superior a cualquier otro piloto del momento. Jinkins fundó los estudios Jumbo Pictures en 1991 para producir a Doug para Nickelodeon. El éxito de Doug llegó a los ejecutivos de Walt Disney. En 1996 Jim vendió Jumbo Pictures a Disney. Disney desarrolló a Doug como parte de su programa "Una mañana de Sábado”. 
Jinkins y su equipo de Jumbo Pictures han producido la Nutria de PB&J y 101 Dálmatas, animaron series y realizaron una película de Doug para Disney. Jinkins también ha fundado una compañía independiente, Cartoon Pizza, que produce programas como el Circo de JoJo, Stanley, HoopDogz, y "Pinky Dinky Doo".

## Películas y series de televisión
| Título                 | Título                 | Emisión   | Creador(es)/Desarrollador(es) | Empresas | Emisora original                         | Observaciones                               |
| Original               | Español                | Emisión   | Creador(es)/Desarrollador(es) | Empresas | Emisora original                         | Observaciones                               |
| ---------------------- | ---------------------- | --------- | --- | --- | ---------------------------------------- | ------------------------------------------- |
| Doug                   | Doug                   | 1991-1999 | Jim Jinkins | Nickelodeon Animation Studio (1991-1994); Disney Television Animation (1996-1999); Jumbo Pictures | Nickelodeon (1991-1994); ABC (1996-1999) | Primer Nicktoon en ser propiedad de Disney. |
| 101 dálmatas: La serie | 101 dálmatas: La serie | 1997-1998 | Jim Jinkins | Disney Television Animation; Jumbo Pictures | ABC; Disney Channel; Toon Disney         |                                             |
| PB&J Otter             | PB&J Otter             | 1998-2000 | Jim Jinkins | Disney Television Animation; Jumbo Pictures | Disney Channel                           |                                             |
| Doug's 1st Movie       |                        | 1999      | Jim Jinkins | Walt Disney Pictures; Jumbo Pictures | Cines                                    |                                             |
| Stanley                | Stanley                | 2001-2010 | Jim Jinkins; David Campbell | Cartoon Pizza; Cuppa Coffee Studios; C.O.R.E.Toons; Decode Entertainment | Disney Junior; Disney Channel            |                                             |
| JoJo's Circus          |                        | 2003-2007 | Jim Jinkins; David Campbel; Adam Shaheen | Cartoon Pizza; Cuppa Coffee Studios | Disney Junior                            |                                             |
| Plaza Sésamo           | Plaza Sésamo           | 2005-2013 | Jim Jinkins; David Ray Campbell; Adam Shaheen; Steven DeNure; Neil Court; Beth Stevenson; Sylvain Viau; Jennifer Twiner McCarron; Barb Harwood; Matthew Berkowitz; Richard Goldsmith; Sarah Nathanson; Todd Shaffer; Arnie Zipursky; Steven Comeau; Ronnen Harary; Anton Rabie; Max Rangel; André A. Bélanger; Emilio Azcárraga Jean | Cartoon Pizza; Cuppa Coffee Studios; Decode Entertainment; Image Entertainment Corporation; Thunderbird Entertainment; Big Bang Digital Studios; CCI Entertainment; Collideascope Digital Productions; Spin Master Entertainment; Spectra Animation; Televisa | Noggin                                   |                                             |
| Pinky Dinky Doo        | Pinky Dinky Doo        | 2006-2011 | Jim Jinkins; David Ray Campbell; Adam Shaheen; Pamela Slavin; Christine Côté; Marie-Josée Corbeil; J.J. Johsnon; Clint Eland; Peter Williamson; Ira Levy | Breakthrough Entertainment; Mercury Filmworks; Subsquence Entertainment; Cookie Jar Entertainment; Sinking Ship Entertainment; Cuppa Coffee Studios; Cartoon Pizza                                                                                            | Noggin                                   |                                             |

## Jinkins en Doug
Doug no tiene un carácter fuerte. Él es como yo siento que son los niños hoy, algo callados y descarriados. Pero toman a menudo las decisiones correctas. Lo qué nosotros intentamos comunicar es que uno debe sentirse bien con sí mismo y no debe ceder para a la presión externa. El mensaje subyacente es que haciendo las cosas correctas triunfará.